# Landschaftsschutzgebiet Malé Karpaty
Das Landschaftsschutzgebiet Malé Karpaty (slowakisch Chránená krajinná oblasť Malé Karpaty) ist ein Landschaftsschutzgebiet im Westen der Slowakei, zwischen Bratislava und Nové Mesto nad Váhom, entlang des Hauptkamms der Kleinen Karpaten (slowakisch Malé Karpaty). Es wurde im Jahre 1976 ausgerufen und stellt das gesamte Gebirge von den Devínske Karpaty – mit dem Berg Devínska Kobyla bei Devín (Stadtteil von Bratislava) – über die Pezinské Karpaty und die Brezovské Karpaty bis zum Ende in den Čachtické Karpaty – bei Čachtice und Nové Mesto nad Váhom – unter Schutz. Das Gebiet befindet sich großteils in den politischen Bezirken Bratislavský kraj (Okresy Bratislava III, Bratislava IV, Malacky und Pezinok) und Trnavský kraj (Okresy Piešťany, Senica und Trnava). Im Nordosten gehört ein kleiner Teil in den Trenčiansky kraj (Okresy Myjava und Nové Mesto nad Váhom).
Der Sitz der Verwaltung befindet sich im Städtchen Modra.

## Geographie

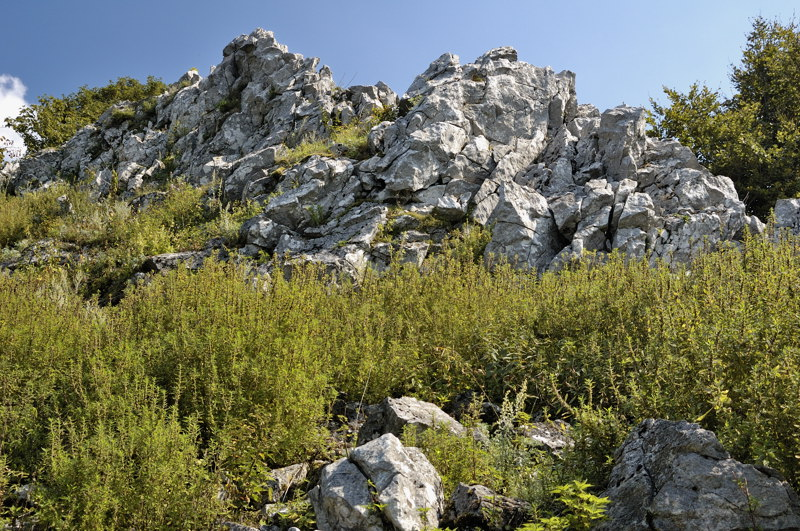
Formation Taricové skaly (620 m n.m) bei Zochova chata (Gemeinde Modra)

Die Kleinen Karpaten sind ein Teil der Inneren Westkarpaten und erheben sich zwischen der Záhorie-Niederung im Westen und dem slowakischen Tiefland im Osten und Südosten. Sie sind also die „grünen Lungen“ in den ansonsten weitgehend entwaldeten Niederungen der Südwestslowakei. Geologisch gesehen handelt es sich um ein Kerngebirge. Trotz eher geringer Höhe im Vergleich zu anderen Gebirgen der Westkarpaten wirken die Erhebungen in der Nachbarschaft der Ebenen recht auffällig. Die höchsten Berge heißen Záruby (768 m n.m.), Vysoká (754 m n.m.) und Vápenná (752 m n.m.). Vom Hauptteil sind zwei kleine Teile abgetrennt: am Südende der Stock des Devínska Kobyla, am Nordende der Gebirgsteil Čachtické Karpaty.
Zwei Gemeinden befinden sich vollständig innerhalb des Landschaftsschutzgebietes: Buková und Dobrá Voda. Die Gemeinde Píla liegt knapp innerhalb.
Am Südende des Landschaftsschutzgebiets fließt durch die Thebener Pforte an der österreichisch-slowakischen Grenze die Donau. Durch den Hauptkamm verläuft die Wasserscheide zwischen den Einzugsgebieten von March und Waag. Lediglich der Bach Vydrica im Süden mündet direkt in die Donau.

## Flora und Fauna

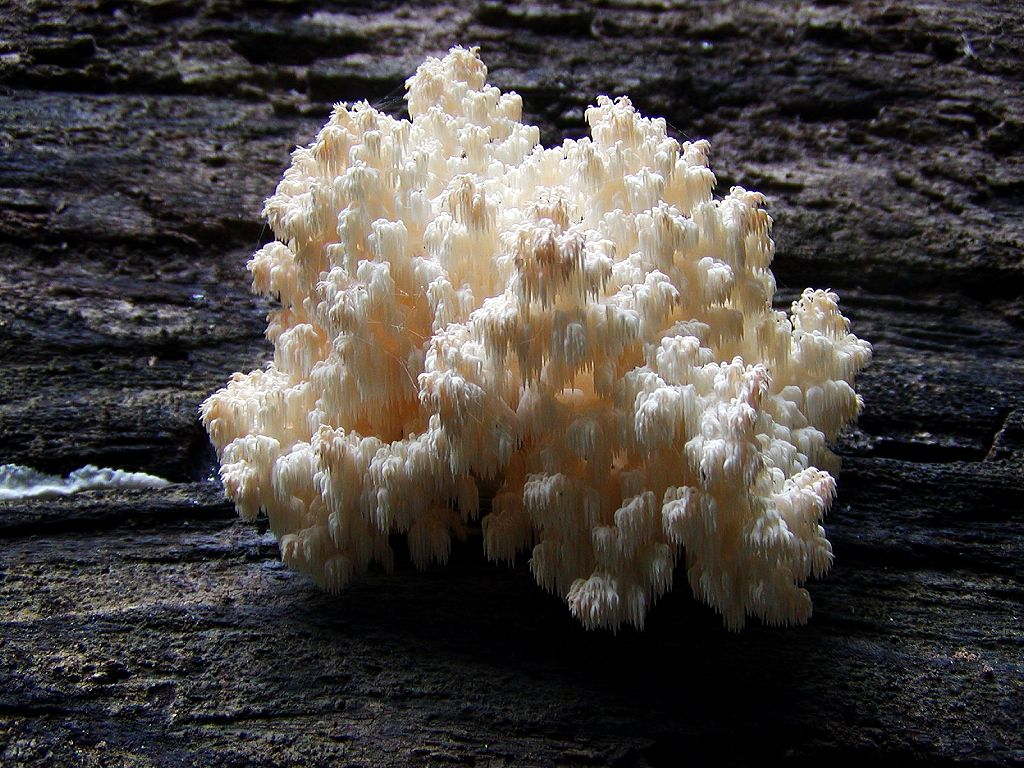
Ästiger Stachelbart aus der Gattung der Stachelbärte in den Kleinen Karpaten

Im Gebirge stehen ausschließlich Laubwälder; am häufigsten sind Buchen, Gemeine Eschen, Ahorne und Linden vertreten. Aus den nichtheimischen Bäumen wachsen hier Edelkastanien. Im warmen Klima findet man zumeist wärmeliebende Pflanzen wie Frühlings-Adonisröschen, Goldbartgras, Große Kuhschelle und Hainburger Feder-Nelke. Zu den Arten, die in der Slowakei nur hier wachsen, gehören Hadernblatt, Strauchkronwicke und Felsen-Kreuzdorn.
Bis heute sind mehr als 700 Schmetterling- und 20 Ameisenarten bekannt. Auch die Vogelwelt ist recht artenreich: Vertreten sind zum Beispiel Schwarzstorch, Wespenbussard, Schlangenadler, Uhu, Waldohreule und Ziegenmelker. Der Sakerfalke ist hier am meisten verbreitet in der ganzen Slowakei. Um die zahlreichen Burgruinen kann man Steinrötel und Steinschmätzer finden.

## Tourismus

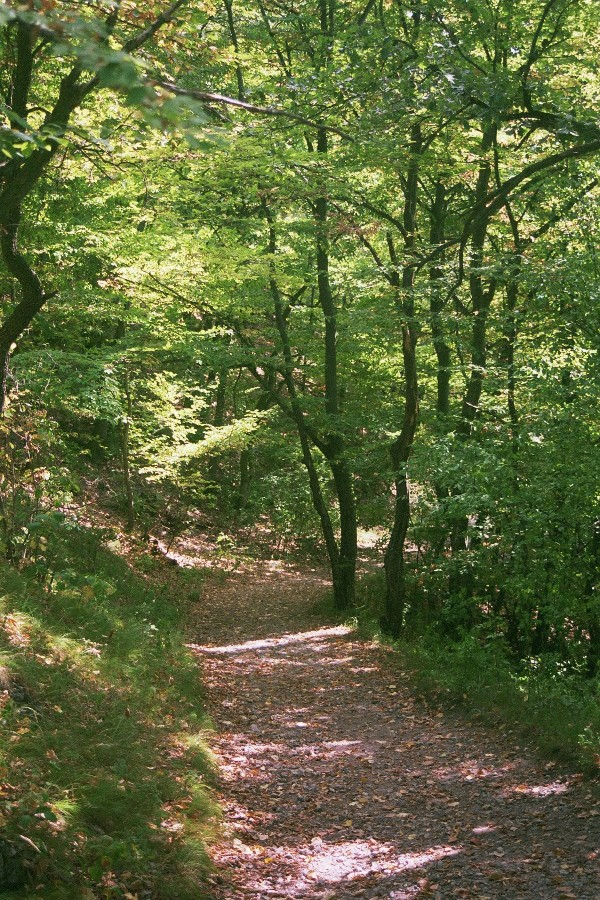
Ein Wanderweg im Buchenwald

Das Landschaftsschutzgebiet gilt als das einzige weiträumige Naturschutzgebiet der Slowakei mit weit entwickeltem Weinbau, insbesondere im östlichen Vorgebirge. Das Weingebiet trägt die Bezeichnung Malokarpatská vinohradnícka oblasť, und die Weinhersteller schlossen sich zwecks besserer Vermarktung in die Malokarpatská vínna cesta (Kleinkarpatische Weinstraße) zusammen. Das südliche Ende des Landschaftsschutzgebiets überdeckt sich mit dem Bratislavský lesný park, einem Stadtwald von Bratislava, mit vielen populären Gebieten wie Koliba oder Železná studienka. Sehr beliebt sind auch Wochenendhäuser (slow. Sg. chata) im gesamten Gebiet, wie z. B. bei Modra.
Im Landschaftsschutzgebiet befinden sich Burgen, in vielen Fällen schon Ruinen, wie die Burg Biely Kameň bei Svätý Jur, Burg Červený Kameň bei Častá oder Schloss Smolenice bei Smolenice.
Dank eines sehr dichten Wanderwegnetzes sind Wanderungen im gesamten Gebirge möglich. Durch das Gebirge verläuft der Fernwanderweg E8. Zudem weist das Gebirge viele Höhlen auf, zurzeit wird jedoch nur die Höhle Driny bei Smolenice als Schauhöhle betrieben.

## Besonderer Naturschutz

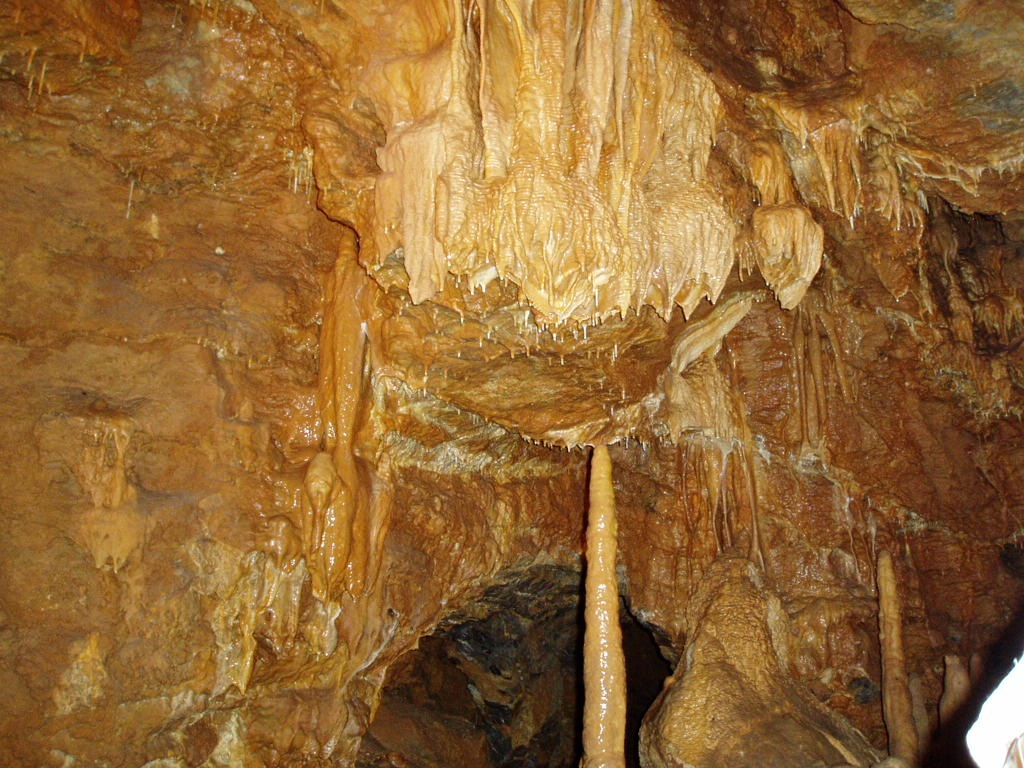
Höhle Driny bei Smolenice

- Národné prírodné rezervácie (NPR, Nationale Naturreservate)

| Čachtický hradný vrch (56,17 ha, seit 1964) Devínska Kobyla (101,12 ha, 1964) Hajdúchy (56,11 ha, 1981) Hlboča (123,07 ha, 1981) | Kršlenica (117,34 ha, 1984) Pohanská (128,93 ha, 1980) Roštún (333,31 ha, 1953) Záruby (299,99 ha, 1984) |

- Národné prírodné pamiatky (NPP, Nationale Naturdenkmale)

Čachtická jaskyňa (1972)
Driny (1968)
- Prírodné pamiatky (PP, Naturdenkmale)

| Bukovina (5,08 ha, seit 1994) Čertov žľab (23,58 ha, 1992) Ľahký kameň (12,4 ha, 1996) Limbašská vyvieračka (6,57 ha, 1977) | Malá Pec (14,06 ha, 1996) Tisové skaly (1,52 ha, 1977) Vyvieračka pod Bachárka (1982) Zrubánka (13,25 ha, 1993) |

- Prírodné rezervácie (PR, Naturreservate)

| Bolehlav (93,57 ha, seit 1988) Buková (9,45 ha, 1988) Čerenec (1,5 ha, 1984) Čierna skala (29,71 ha, 1996) Fialková dolina (20,59 ha, 1993) Chríb (15,89 ha, 1988) Jurské jazero (27,49 ha, 1988) Kamenec (61,62 ha, 1988) | Katarína (18,0 ha, 1984) Klokoč (21,59 ha, 1996) Lančársky Dubník (27,02 ha, 1993) Lošonský háj (24,26 ha, 1984) Málová (16,1 ha, 1988) Nad Šenkárkou (10,92 ha, 1984) Orlie skaly (31,23 ha, 1984) Plešivec (53,0 ha, 1976) | Pod Holým vrchom (12,94 ha, 1988) Pod Pajštúnom (147,86 ha, 1984) Skalné okno (12,22 ha, 1986) Slopy (153,87 ha, 1993) Strmina (196,82 ha, 1988) Ševcova skala (16,34 ha, 1999) Vysoká (80,53 ha, 1988) Zlatá studnička (73,31 ha, 1993) |

- Chránené areály (CHA, Geschützte Areale)

Svätojurské hradisko (19,71 ha, 2001)
Quelle: